# Todd Gurley
Todd Gurley II, född 3 augusti 1994, är en amerikansk utövare av amerikansk fotboll som spelar running back för Atlanta Falcons i National Football League (NFL). Gurley draftades som tionde spelare av Rams i 2015 års draft. Gurley har i sin karriär bland annat blivit utnämnd till NFL Offensive Rookie of the Year och NFL Offensive Player of the Year.

## Professionell karriär
Gurley kom in i NFL som den första running backen och tionde spelaren totalt i 2015 års draft. Rams val av Gurley sågs som möjlig risk men också möjlighet till stor belöning då Gurley, som varit en av colleges bästa spelare, var på väg tillbaka från en allvarlig knäskada när draften ägde rum. Gurley återhämtade sig dock förhållandevis snabbt och var tillbaka i spel redan efter två veckor säsongen och han fick testa matchsituation i lagets tredje match då han sprang sex gånger för nio yards. Veckan efter fortsatte han sakta med två yards innan halvlek. I andra halvlek var det dock dags att se vad han gick för och när han fick chansen på riktigt förvaltade han den på bästa sätt: 144 yards i en halvlek. På det sättet hade Gurley introducerat sig själv till hela NFL och han fortsatte i de efterföljande tre matcherna att prestera och springa för minst 128 yards i varje match. Det här gjorde att han blev den mest produktiva running backen sedan sammanslagningen mellan NFL och AFL 1970 i sina första fyra starter med 566 yards. Han gjorde sin första touchdown i NFL mot Cleveland Browns i vecka sex och sedan fortsätta han att skapa poäng för sitt lag hela säsongen ut. Säsongen slutade inte riktigt lika bra som den hade börjat men till slut hade Gurley ändå samlat ihop 229 attempts för 1106 yards och tio touchdowns.
För sina prestationer blev Gurley uttagen till Pro Bowl tillsammans med sina lagkamrater Aaron Donald och Johnny Hekker. Gurley var en av fem rookies som togs ut till Pro Bowl; de andra var Marcus Peters, Tyler Lockett, Amari Cooper och Jameis Winston. Han blev även framröstad av spelarna till ligans 22:a bästa spelare.

### Säsongen 2016
2016 var säsongen då Rams för första gången på länge var tillbaka i Los Angeles men istället för att bli en bra början på någonting nytt blev säsongen tung för Gurleys del. I säsongens första två matcher höll motståndarna Gurley till 98 yards kombinerat. I den tredje matchen presterade Gurley bra och stod för 85 yards och 2 touchdowns. Det visade sig dock att detta skulle komma att bli Gurleys bästa resultat under hela säsongen. Han slutade säsongen med 885 yards och sex touchdowns - ett klart steg ned i produktion från föregående år.

### Säsongen 2017
Inför 2017 bytte Rams ut sin huvudtränare då Jeff Fisher ersattes av den unge Sean McVay. Med ny tränare fick Gurley en nystart och en möjlighet att upprätta sin karriär efter ett dåligt år. Hans säsong började på ett bra sätt då han i de första tre matcherna uppnådde 241 rushing yards, 140 receiving yards och sex touchdowns. Detta gjorde att han blev utsedd till NFC Player of the Month för september månad. Gurley fortsatte att prestera på en hög nivå under resten av säsongen men en match stack ut på ett speciellt sätt. I vecka 15, i en match mot Seattle Seahawks exploderade Gurley med 152 rushing yards, 28 receiving yards och hela fyra touchdowns. Det var inte störst antal yards för säsongen men hans touchdowns tog honom till en ny nivå av produktion. Framförallt i de sista matcherna presterade Gurley på en extra hög nivå vilket ledde till att han för andra gången denna säsong blev utnämnd till NFC Offensive Player of the Month. I bara de fyra sista matcherna nådde Gurley 440 rushing yards, 302 receiving yards och totalt åtta touchdowns. Hans totala produktion under säsongen blev 1305 rushing yards och 13 touchdowns samt 64 receptions för 788 yards och sex touchdowns.
För sina prestationer under säsongen blev Gurley utnämnd till både Pro Bowl och NFL All-Pro Team. Förutom det fick han också det prestigefyllda priset NFL Offensive Player of the Year.

## Statistik
| År     | Lag    | Matcher | Att | Yards | TDs | Rec | Yards | Tds |
| ------ | ------ | ------- | --- | ----- | --- | --- | ----- | --- |
| 2015   | Rams   | 13      | 229 | 1106  | 10  | 21  | 188   | 0   |
| 2016   | Rams   | 16      | 278 | 885   | 6   | 43  | 327   | 0   |
| 2017   | Rams   | 15      | 279 | 1305  | 13  | 64  | 788   | 6   |
| Totalt | Totalt | 44      | 786 | 3296  | 9   | 128 | 1303  | 6   |

Statistik från Pro Football Reference